# Ochodaeus cornifrons
Ochodaeus cornifrons là một loài bọ cánh cứng trong họ Ochodaeidae. Loài này được Solsky miêu tả khoa học đầu tiên năm 1876.